# Parthenocissus suberosus
Parthenocissus suberosus är en vinväxtart som beskrevs av Hand.-mazz.. Parthenocissus suberosus ingår i släktet vildvinssläktet, och familjen vinväxter. Inga underarter finns listade i Catalogue of Life.